# Genesys Wealth Advisers/Saison 2011
Dieser Artikel listet Erfolge und Mannschaft des Radsportteams Genesys Wealth Advisers in der Saison 2011 auf.

## Erfolge in der UCI Asia Tour
Bei den Rennen der UCI Asia Tour im Jahr 2011 gelangen dem Team nachstehende Erfolge.
| Datum       | Rennen    | Kat. | Fahrer      |
| ----------- | --------- | ---- | ----------- |
| 23. Oktober | Japan Cup | 1.HC | Nathan Haas |

## Erfolge in der UCI Oceania Tour
Bei den Rennen der UCI Oceania Tour im Jahr 2011 gelangen dem Team nachstehende Erfolge.
| Datum           | Rennen                        | Kat. | Fahrer       |
| --------------- | ----------------------------- | ---- | ------------ |
| 27. Januar      | 2. Etappe Tour of Wellington  | 2.2  | Nathan Earle |
| 28. Januar      | 3. Etappe Tour of Wellington  | 2.2  | Nathan Earle |
| 29. Januar      | 4. Etappe Tour of Wellington  | 2.2  | Nathan Earle |
| 12.–16. Oktober | Gesamtwertung Herald Sun Tour | 2.1  | Nathan Haas  |

## Abgänge – Zugänge
| Zugänge                         | Team 2010               | Abgänge                 | Team 2011                |
| ------------------------------- | ----------------------- | ----------------------- | ------------------------ |
| Jonathan Lovelock               | Marco Polo Cycling Team | William Clarke          | Leopard Trek             |
| Jason Rigg                      | Praties (2009)          | Ben Grenda              | Rock Werchter-Mechelen   |
| Campbell Flakemore              | Neoprofi                | Joel Pearson            | Team U Nantes Atlantique |
| Anthony Giacoppo                | Neoprofi                | Benjamin Grieve-Johnson | Unbekannt                |
| Mat Marshall                    | Neoprofi                | Dylan Newell            | Unbekannt                |
| Steele Von Hoff                 | Neoprofi                | Thomas Robinson         | Unbekannt                |
| Kane Walker                     | Neoprofi                |                         |                          |
| Nicholas Sanderson (ab 1. Juli) | Amore & Vita            |                         |                          |
| Patrick Shaw (ab 1. August)     | Neoprofi                |                         |                          |

## Mannschaft
| Name               | Geburtstag        | Nationalität |
| ------------------ | ----------------- | ------------ |
| Nathan Earle       | 4. Juni 1988      | Australien   |
| Campbell Flakemore | 6. August 1992    | Australien   |
| Anthony Giacoppo   | 13. Mai 1986      | Australien   |
| Nathan Haas        | 12. März 1989     | Australien   |
| Jonathan Lovelock  | 23. Oktober 1989  | Australien   |
| Mat Marshall       | 10. November 1990 | Neuseeland   |
| Kyle Marwood       | 23. Juni 1986     | Australien   |
| Jason Rigg         | 17. Juli 1969     | Australien   |
| Nicholas Sanderson | 27. Mai 1984      | Australien   |
| Patrick Shaw       | 19. Februar 1986  | Australien   |
| Steele Von Hoff    | 31. Dezember 1987 | Australien   |
| Kane Walker        | 26. Dezember 1989 | Australien   |
| Tim Walker         | 27. Dezember 1986 | Australien   |

## Platzierungen in UCI-Ranglisten
UCI Asia Tour 2011
|      | Fahrer           | Punkte |
| ---- | ---------------- | ------ |
| 322. | Anthony Giacoppo | 3      |
| 333. | Patrick Shaw     | 2      |

UCI Europe Tour 2011
|      | Fahrer       | Punkte |
| ---- | ------------ | ------ |
| 987. | Nathan Earle | 6      |

UCI Oceania Tour 2011
|     | Fahrer             | Punkte |
| --- | ------------------ | ------ |
| 2.  | Nathan Haas        | 74     |
| 5.  | Nathan Earle       | 41     |
| 18. | Steele Von Hoff    | 14     |
| 46. | Campbell Flakemore | 2      |